# José Craveirinha
José João Craveirinha (ur. 22 maja 1922 w Lourenço Marques, zm. 6 lutego 2003 w Maputo) – mozambicki dziennikarz i poeta tworzący w języku portugalskim, uważany za największego poetę Mozambiku.
Craveirinha był członkiem ruchu FRELIMO, walczącego o wyzwolenie Mozambiku spod władzy portugalskiej. Za udział w walkach po stronie FRELIMO był cztery lata więziony (1965-1969).
W 1991 Craveirinha został wyróżniony Nagrodą Camõesa (port. Prémio Camões), najbardziej prestiżową nagrodą przyznawaną twórcom portugalskojęzycznym. Kilkakrotnie był wysuwany jako poważny kandydat do literackiej nagrody Nobla.
Polskie przekłady niewielkich utworów poety znajdują się m.in. w Antologii poezji afrykańskiej, Warszawa 1974.